# Mike Schlaich
Mike Schlaich (Cleveland, Ohio, Estados Unidos, 19 de abril de 1960) es un ingeniero civil alemán. Es profesor titular en la Universidad Técnica de Berlín, Facultad VI, Instituto de Ingeniería Civil, en el campo del diseño y la construcción - construcción sólida. Es ingeniero de ensayos de tecnología de la construcción y uno de los socios directores de la oficina de ingeniería Schlaich Bergermann und Partner (sbp GmbH) con sede en Stuttgart, sucursales en Berlín, Nueva York, São Paulo, París y Shanghái.

## Vida personal
Schlaich es hijo de Jörg Schlaich y nieto de Ludwig Schlaich. Comenzó a estudiar ingeniería civil en 1979 en la Universidad de Stuttgart, después de dos años se cambió a la ETH de Zúrich y se graduó en 1985 con un diploma. Después de eso, trabajó hasta la disertación del Dr. sc. techn, en 1989 como asistente en la ETH de Zúrich con el profesor Edoardo Anderheggen. En los años siguientes se fue a España y adquirió experiencia en una oficina de ingeniería en Madrid, a partir de 1993 trabajó inicialmente como ingeniero de proyectos en Schlaich Bergermann und Partner en Stuttgart, convirtiéndose en socio en 1999. En 2004, Schlaich recibió una cátedra en la TU de Berlín. En los años anteriores, dio conferencias sobre la construcción con cuerdas como profesor en el Instituto ILEK de Diseño y Construcción Ligeros de la Universidad de Stuttgart.

## Obras
- Puente Ting Kau, Hong Kong.
- Puente Yamuna, Delhi.
- Puentes peatonales Rathenow, Oberhausen, Sassnitz, Leer, Greifswald.
- Examen del segundo puente Vivekananda en Calcuta.
- Exzenterhaus, Bochum.
- Stahlskulptur The Mastaba von Christo en Abu Dhabi.
- Max und Moritz Wohntürme Berlin.
- Lenné-Dreieck Berlin.
- Edelstahl Monocoque Pavillon für Porsche en Wolfsburgo.
- Tensegrityturm und Holztonnendach Messe Rostock.
- Kundenzentrum Audi en Ingolstadt.
- Satellitenkontrollzentrum DLR en Oberpfaffenhofen.
- Palacio de Comunicaciones en Madrid.
- Seilnetze und Netzkuppeln für Flughafen Málaga.
- Membrandächer für Olympiastadion und Arena Vista Allegre en Madrid.
- Casa en Berlín en construcción monolítica con hormigón infra-ligero.

## Literatura
- con Ursula Baus: Puentes peatonales: Construcción - Forma - Historia, Birkhäuser, Basilea, Boston, Berlín 2008, ISBN 978-3-7643-8138-7, versión inglesa Pasarelas: construcción - diseño - historia, ebenda, ISBN 978-3-7643-8139-4.